# Aires del Mayab
Aires del Mayab (spanisch für Die Anmut von Mayab; die frühere Bezeichnung für die mexikanische Halbinsel Yucatán) ist ein Lied, das von Pepe Domínguez und Carlos Duarte Moreno verfasst wurde, die beide im Jahr 1900 im mexikanischen Bundesstaat Yucatán geboren wurden.

## Inhalt
Das Lied erzählt von Mestizen-Frauen, die einen Tanz aufführen. Der Protagonist merkt an, dass er ein Paar schöne Seidenschuhe gesehen hat, die er seiner auserwählten Tänzerin kaufen will, weil sie mit diesen noch graziöser tanzen wird. 

## Versionen
Das Lied wurde von vielen mexikanischen Künstlern gesungen. Zu den bekanntesten Interpreten des Liedes gehören (in alphabetischer Reihenfolge) Beatriz Adriana, Ana Bárbara, Ángela Aguilar, Lola Beltrán, Aída Cuevas, María de Lourdes, Mariachi Vargas de Tecalitlán, Fernando de la Mora, Estela Núñez und Matilde Sánchez, besser bekannt als La Torcacita. 